# Dendrophorbium zongoense
Dendrophorbium zongoense là một loài thực vật có hoa trong họ Cúc. Loài này được (Cabrera) D.J.N. Hind mô tả khoa học đầu tiên năm 2008.